# パット・バレット
"アイリッシュ" パット・バレット（"Irish" Pat Barrett、本名：Patrick Barrett、1941年9月4日 - 2021年11月28日）は、アイルランド・ダブリン出身のプロレスラー。
第10代WWWF世界タッグ王者。来日は実現しなかったものの、WWWFをはじめアメリカやカナダの主要テリトリーで実績を残した。

## 来歴
1960年、パディ・バレット（Paddy Barrett）のリングネームでアイルランドにてデビュー。1963年に渡米し、ニューヨークのWWWFで活動。同年6月4日には、スカル・マーフィー&ブルート・バーナードが保持していたUSタッグ王座にティム・ウッズと組んで挑戦した。
1965年からはカナダ・バンクーバーのNWAオールスター・レスリングを主戦場に活動。1968年7月22日にはドン・レオ・ジョナサンとのコンビでアブドーラ・ザ・ブッチャー&アーマン・ハッサンからNWAカナディアン・タッグ王座を奪取している。以後、1970年代前半はオーストラリアやフロリダを転戦。エディ・グラハムが運営していたNWAフロリダ地区（チャンピオンシップ・レスリング・フロム・フロリダ）では、若手時代のボブ・バックランドともタッグを組んだ。
1975年、"アイリッシュ" パット・バレット（"Irish" Pat Barrett）と名乗ってWWWFに復帰。IWAに移籍したビクター・リベラの後任としてドミニク・デヌーチの新パートナーに起用され、6月よりWWWF世界タッグ王座を継承、8月26日にザ・ブラックジャックスに敗れるまで戴冠した。WWWFでは1976年6月まで中堅ベビーフェイスのポジションで活躍し、スパイロス・アリオン、ワルドー・フォン・エリック、イワン・コロフ、アーニー・ラッド、スーパースター・ビリー・グラハム、バグジー・マグロー、スタン・ハンセンなどの主力ヒールと対戦している。
その後はミッドサウス・エリアのNWAトライステート地区（後のMSWA）に出場。1976年9月28日、ルイジアナ州ニューオーリンズで行われたトーナメント決勝において、ネルソン・ロイヤルを下しNWA世界ジュニアヘビー級王座を獲得、前王者ダニー・ホッジが3月に交通事故を起こして引退して以来、空位となっていた同王座の新チャンピオンとなった。
1977年からはジェリー・ジャレットとジェリー・ローラーが旗揚げしたテネシー州メンフィスの新団体CWAに参戦。ノーベル・オースチンをパートナーに、ハリウッド・ブロンズ（ジェリー・ブラウン&バディ・ロバーツ）やワイルド・サモアンズとAWA南部タッグ王座を争った。1978年3月にはニュージーランドに遠征して、ハーリー・レイスのNWA世界ヘビー級王座に挑戦。1979年から1980年にかけてはロサンゼルスのNWAハリウッド・レスリングで活動。1979年6月28日にブル・ラモスを破り、フラッグシップ・タイトルのNWAアメリカス・ヘビー級王座を獲得した。
1980年代前半は太平洋地域やニュージーランドなどを転戦し、1985年にアイルランドに戻って引退した。2006年8月27日には、ダブリンのアイリッシュ・ホイップ・レスリング（Irish Whip Wrestling）にアイルランド人レスラーのレジェンドとして登場した。
2021年11月28日、80歳で死去。

## 獲得タイトル
ナショナル・レスリング・アライアンス
- NWA世界ジュニアヘビー級王座：1回[8]

NWAハリウッド・レスリング
- NWAアメリカス・ヘビー級王座：1回[11]

NWAオールスター・レスリング
- NWAカナディアン・タッグ王座（バンクーバー版）：3回（w / Tom Geohagen×2、ドン・レオ・ジョナサン）[4]

ワールド・チャンピオンシップ・レスリング（オーストラリア）
- NWA豪亜タッグ王座：1回（w / Tony Kontellis）[12]

ワールド・ワイド・レスリング・フェデレーション
- WWWF世界タッグ王座：1回（w / ドミニク・デヌーチ）[5]

コンチネンタル・レスリング・アソシエーション
- AWA南部タッグ王座：2回（w / ノーベル・オースチン）[9]